# Drayton Valley
Drayton Valley es un pueblo canadiense situado en la provincia de Alberta.

## Superficie
Drayton Valley tiene una superficie de 30,9 km².

## Demografía
En 2021, tenía 7291 habitantes, una densidad poblacional de 236 hab./km², y 3250 viviendas.